# ФК Широки бриег
Ногометни Клуб „Широки Бриег“ (на босненски: Nogometni klub Široki Brijeg) е босненски футболен отбор. Отборът е базиран в град Широки Бриег. Клубът се състезава на най-високото ниво на футбола в Босна и Херцеговина. Тимът е редовен участник в евротурнирите през последните 8 сезона като в последно време се представя все по-добре и по-добре. Клубът играе домакинските си мачове на стадион „Пецара“, който покрива всички изисквания на УЕФА.

## Успехи
- Висша лига на Босна и Херцеговина
  -  Шампион (2): 2004, 2006
  -  Второ място (5): 2002, 2008, 2010, 2012, 2014
  -  Трето място (2): 2005, 2016

- Купа на Босна и Херцеговина:
  -  Носител (3): 2007, 2013, 2017
  -  Финалист (5): 2005, 2006, 2012, 2015, 2025

- Първа лига на Република Сръбска:
  -  Шампион (5): 1994, 1995, 1996, 1997, 1998